# 75 (álbum)
75 es un álbum en directo del músico de jazz austriaco-estadounidense Joe Zawinul y su banda Zawinul Syndicate. Se grabó en 2007, durante dos de las últimas actuaciones del músico en Suiza y Hungría, antes de su fallecimiento, el 11 de septiembre del mismo año, a causa de un carcinoma de células de Merkel. Joachim Becker lo produjo y la compañía discográfica japonesa JVC Compact Discs lo publicó originalmente el 24 de septiembre de 2008, con Zawindul Estate y Becker como productores ejecutivos. Posteriormente, BHM Productions y Heads Up International lo lanzaron con el título alternativo de 75th.
75 recibió reseñas generalmente positivas de los críticos musicales, quienes calificaron favorablemente la interpretación de Zawinul. En el aspecto comercial, alcanzó el puesto número dieciocho en la lista Top Jazz Albums de Billboard, y ganó el premio Grammy al mejor álbum de jazz contemporáneo en la entrega de 2010.

## Antecedentes

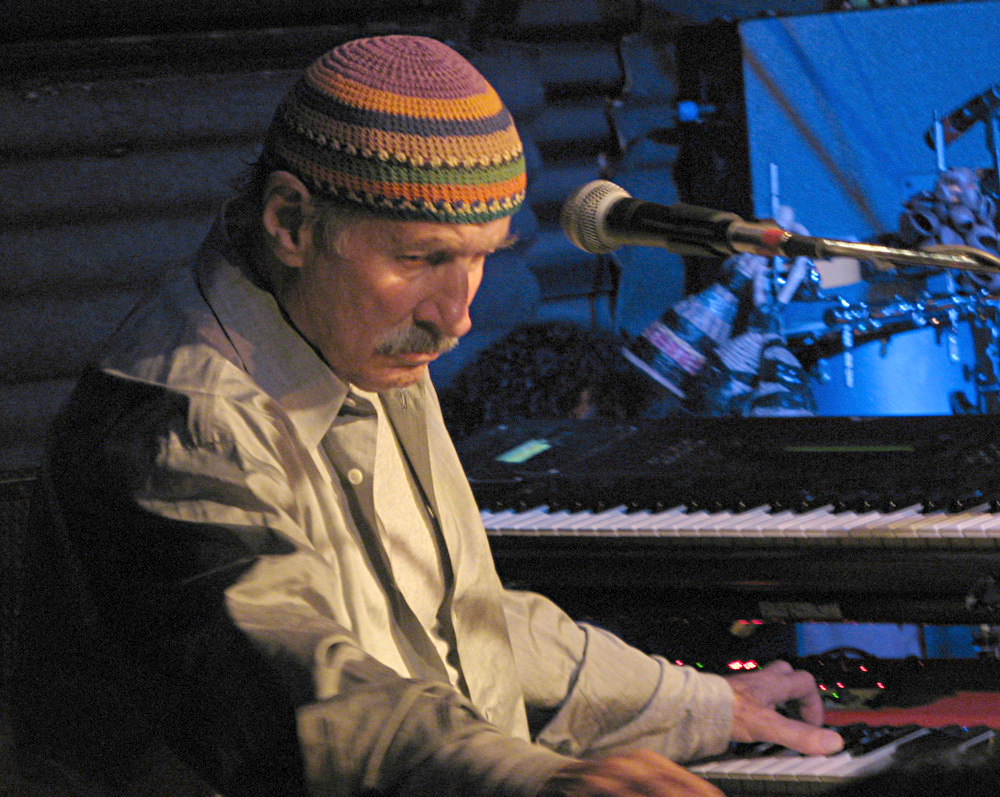
Joe Zawinul murió poco después de que 75 se grabara.

A excepción de una canción, 75 se grabó el 7 de julio de 2007 durante una presentación de la banda Zawinul Syndicate en un festival de Lugano, Suiza, que coincidió con el cumpleaños número 75 de su líder, Joe Zawinul. El concierto fue parte de la gira mundial del vigésimo aniversario de Zawinul Syndicate. La canción «In a Silent Way» se grabó en su espectáculo del 2 de agosto en Veszprém, Hungría. Wayne Shorter acompañó a Zawinul en el escenario en saxofón soprano en ese momento. Esto fue el reencuentro de dos miembros originales de Weather Report, quienes representaron en la versión original de esta canción del álbum de Miles Davis del mismo nombre (1969). Poco después de estas actuaciones, el 11 de septiembre de 2007, Zawinul murió de carcinoma de células de Merkel; aquel concierto fue su penúltima actuación.

### Lanzamiento y producción
La compañía discográfica JVC Compact Discs publicó 75 el 24 de septiembre de 2008 en formato CD. Un mes después, BHM Productions de Alemania relanzó el disco, bajo el nombre de 75th. Finalmente, se volvió a poner a la venta el 24 de febrero de 2009, bajo el sello Heads Up Records. Joachim Becker produjo el álbum, así como se encargó de la producción ejecutiva y la mezcla, llevada a cabo en los estudios Hansahaus en Boon (Alemania). Por su parte, Marko Schneider se desempeñó como masterizador en Skywalk/Imagion AC Trierweiler, también en Alemania, mientras que Klaus Genuit de la mezcla; Franco Regazzi y Wladi Turkewitsch de la ingeniería, y Andreas Wyden y Risa Zincke de la administración. Además, la banda del músico, Zawinul Syndicate, también actuó como productor ejecutivo y Klaus Anton Bichler grabó el material de 75.

## Composición

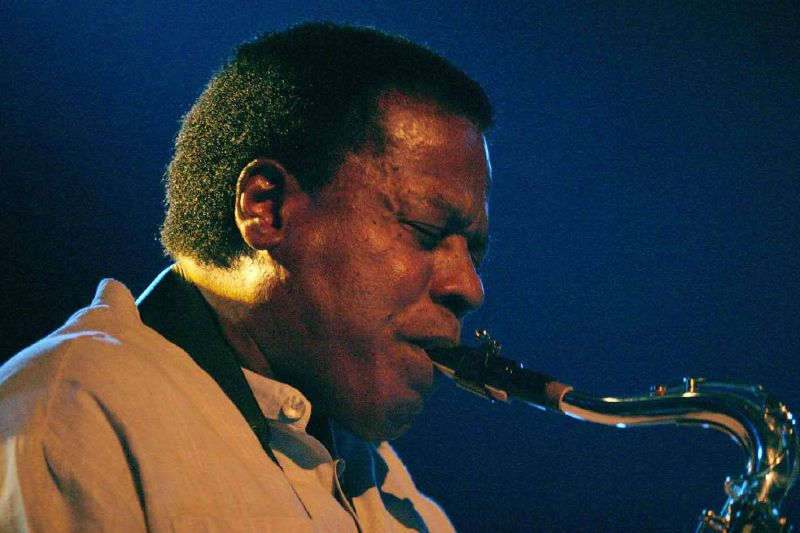
Wayne Shorter se unió a Joe Zawinul para un dúo en «In a Silent Way».

75 comienza con «Orient Express» del álbum en solitario de Zawinul My People (1992). Él toca el vocoder en esta pista. La segunda canción, «Madagascar», también lo incluye en ese instrumento y es uno de los dos temas que originalmente aparecieron en el álbum de Weather Report, Night Passage (1980). Otra pieza de Weather Report, «Scarlet Woman», sigue y cuenta con un solo de bajo de Linley Marthe. «Zansa II» es un dúo con Paco Sery en kalimba y Zawinul en sintetizadores y vocoder. El primer disco concluye con «Cafe Andalusia»; Sabine Kabongo proporciona voces scat.
Una combinación de dos piezas de Report, «Fast City» y «Two Lines» abre el disco dos y cuenta con más scat por Kabongo. A continuación, «Clario» cuenta con voces de Alegre Corrêa. Sigue otra fusión de melodías de Report, «Badia» y «Boogie Woogie Waltz», y cuenta con Corrêa en el birimbao y Kabongo en la voz. Kabongo lleva a la audiencia en un coro de «Cumpleaños feliz», dirigida a la estrella del álbum. Sigue «In a Silent Way», un dúo de Shorter y Zawinul originario del álbum de Miles Davis del mismo nombre. El material cierra con «Hymn», que, según un crítico, parecía que «[Zawinul] sabía que el final estaba cerca». Otros músicos que también proporcionaron instrumentos han sido Jorge Bezerra y Abdelaziz Sahmaoui, quienes tocaron los instrumentos de percusión, y añadieron coros.

## Recepción

### Recepción crítica
75 recibió reseñas positivas de los críticos musicales. Michael G. Nastos de Allmusic escribió que el álbum ejemplifica la «dirección personalizada» de Zawinul antes de morir y «respira toda la energía que el grupo produjo en concierto». Bill Milkowski de JazzTimes describió el teclado de Zawinul interpretando cómo crear «líneas deslumbrantes, fluidas con la mano derecha, mientras hábilmente orquesta densos acordes y Ellingtonian grita estribillos con la mano izquierda». Woodrow Wilkins de All About Jazz lo llamó una «aventura musical» y la interpretación de Zawinul es «un testamento de su talento y dedicación en compartir su don». John Kelman, director de All About Jazz, escribió que sobre la base de su actuación, Zawinul «no dio indicaciones de que estaba enfermo, solo dejó acercarse a la muerte». Cerró su revisión y llamó a 75 un «montaje final a la carrera de un artista cuya creatividad, pensando hacia adelante y con una extensa discografía, se ha ido, pero nunca será olvidado». En el Pittsburgh Tribune-Review, Bob Karlovitis llamó al lanzamiento «una gran declaración acerca de la creatividad de Zawinul». Describió la pieza de apertura del álbum, «Orient Express», como «casi agotador en su energía».
Jon Lusk de la BBC no compartía la opinión alta de otros críticos. Él «no estaba loco» por las voces de Aziz Sahmaoui y Sabine Kabongo, pero encontró a Alegre Corrêa «lo suficientemente agradable». Le gustó «In a Silent Way», y lo llamó «maravillosamente serena», pero deseaba que hubiese otras actuaciones similares con «momentos de reflexión». La reseña en The Times por John Bungey fue más positiva; señaló que no era un «asunto generalmente triste o un documento duro a tomar», como son la mayoría de las últimas grabaciones de los grandes artistas, sino «un último testamento convincente de un grupo poderoso y un buen ser humano». Nick Coleman, de The Independent, por su parte, le otorgó una reseña variada; escribió que los «tempos rozan con la frenética, se escupieron frases, la lamida a la voluntad de comercio nunca es inferior a lo testosteronal», pero bromeó diciendo que «cada pasaje sublime allí es un solo machote». John Fordham de The Guardian contrastó con el lanzamiento del álbum en directo Vienna Nights (2005). Una diferencia que subrayó es «el tifón de percusión de Paco Sery y un batallón de percusionistas que da a Zawinul la opción de permitir largos tramos de la música, simplemente en surcos». También señaló que no hay ninguna pista comparable con el dúo con Shorter en Vienna Nights.

### Recepción comercial y reconocimientos
75 alcanzó una posición máxima de dieciocho en la lista Top Jazz Albums de Billboard. El álbum ganó el premio Grammy al mejor álbum de jazz contemporáneo en la entrega de 2010. Las otras nominaciones fueron Urbanus de Stefon Harris, Sounding Point de Julian Lage, At World's Edge de Philippe Saisse y Big Neighborhood de Mike Stern.

## Lista de canciones
| Disco uno |                                                         |                                          |          |  |
| N.º       | Título                                                  | Escritor(es)                             | Duración |  |
| 1.        | «Introducción a Orient Express» (original de My People) | Joe Zawinul                              | 3:10     |  |
| 2.        | «Orient Express» (original de My People)                | Zawinul                                  | 10:07    |  |
| 3.        | «Madagascar» (original de Night Passage)                | Zawinul                                  | 10:00    |  |
| 4.        | «Scarlet Woman» (original de Mysterious Traveller)      | Alphonso Johnson, Wayne Shorter, Zawinul | 6:55     |  |
| 5.        | «Zansa II» (original de World Tour)                     | Paco Sery, Zawinul                       | 6:39     |  |
| 6.        | «Cafe Andalusia» (original de Faces & Places)           | Zawinul                                  | 8:52     |  |

| Disco dos |                                                                      |              |          |  |
| N.º       | Título                                                               | Escritor(es) | Duración |  |
| 1.        | «Fast City/Two Lines» (original de Night Passage/Procession)         | Zawinul      | 12:37    |  |
| 2.        | «Clario»                                                             | Elomar       | 5:45     |  |
| 3.        | «Badia/Boogie Woogie Waltz» (original de Tale Spinnin'/Sweetnighter) | Zawinul      | 10:16    |  |
| 4.        | «Cumpleaños feliz»                                                   | tradicional  | 1:39     |  |
| 5.        | «In a Silent Way» (original de In a Silent Way)                      | Zawinul      | 14:20    |  |
| 6.        | «Hymn»                                                               | tradicional  | 3:30     |  |

## Posicionamiento en listas
| Año  | País (Lista)                     | Mejor posición |
| ---- | -------------------------------- | -------------- |
| 2009 | Estados Unidos (Top Jazz Albums) | 18             |

## Historial de lanzamientos
| País           | Fecha                    | Tipo | Título | Discográfica      | Catálogo | Ref.   |
| -------------- | ------------------------ | ---- | ------ | ----------------- | -------- | ------ |
| Estados Unidos | 24 de septiembre de 2008 | CD   | 75     | JVC Compact Discs | 61575/6  | [ 6 ]  |
| Alemania       | 24 de octubre de 2008    | CD   | 75th   | BHM Productions   | 4002-2   | [ 8 ]  |
| Estados Unidos | 24 de febrero de 2009    | CD   | 75     | Heads Up Records  | 3162-25  | [ 11 ] |

## Créditos y personal
| Banda - Joe Zawinul: teclados y vocoder. - Jorge Bezerra: percusión y voz. - Alegre Corrêa: birimbao, guitarra y voz. - Sabine Kabongo: percusión y voz. - Linley Marthe: bajo. - Abdelaziz Sahmaoui: percusión y voz. - Paco Sery: batería, kalimba y voz. - Wayne Shorter: saxofón soprano en «In a Silent Way». | Producción - Joachim Becker: productor ejecutivo, mezcla y productor. - The Zawinul Syndicate: productor ejecutivo. - Klaus Anton Bichler: grabación. - Marko Schneider: masterización. - Klaus Genuit: mezcla. - Holger Keifel: retratos. - Knut Schotteldreier: diseño de portada. - Franco Regazzi: ingeniería. - Wladi Turkewitsch: ingeniería. - Andreas Wyden: administración. - Risa Zincke: administración. - Masterizado en Skywalk/Imagion AC Trierweiler, Alemania. - Grabado en Hansahaus Studios, Alemania. |

Créditos adaptados de Discogs, Allmusic y las notas del álbum.